# Adria (Italië)
Adria is een gemeente in de Italiaanse provincie Rovigo (regio Veneto) en telt 20.669 inwoners (31-12-2004). De oppervlakte bedraagt 113,5 km², de bevolkingsdichtheid is 182 inwoners per km².
Naar het stadje is de Adriatische Zee genoemd.

De volgende frazioni maken deel uit van de gemeente: Ca' Emo

## Demografie
Adria telt ongeveer 8054 huishoudens. Het aantal inwoners daalde in de periode 1991-2001 met 2,8% volgens cijfers uit de tienjaarlijkse volkstellingen van ISTAT.
| Jaar | Inwoneraantal |
| ---- | ------------- |
| 1991 | 21.225        |
| 2001 | 20.640        |

## Geografie
De gemeente ligt op ongeveer 4 meter boven zeeniveau.
Adria grenst aan de volgende gemeenten: Cavarzere (VE), Ceregnano, Corbola, Gavello, Loreo, Papozze, Pettorazza Grimani, San Martino di Venezze, Taglio di Po, Villadose, Villanova Marchesana.